# Wilkes 200 1950
Wilkes 200 1950 var ett stockcarlopp ingående i Nascar Grand National Series (nuvarande Nascar Cup Series) som kördes 24 september 1950 på den 0,625 mile (1005,84 meter) långa ovalbanan North Wilkesboro Speedway i North Wilkesboro, North Carolina. Totalt avverkades 125 miles (201,168 km) fördelat på 200 varv. Banunderlaget var dirt. Loppet vanns av Leon Sales i en Plymouth körandes för Hubert Westmoreland. Prispotten uppgick till 3 900 dollar, varav 1 000 dollar gick till segraren.

## Resultat
| Plc     | Nr   | Förare           | Team/ bilägare      | Konstruktör | Start | Varv | Ledda varv |
| ------- | ---- | ---------------- | ------------------- | ----------- | ----- | ---- | ---------- |
| 1       | 98   | Leon Sales       | Hubert Westmoreland | Plymouth    | 11    | 200  | 8          |
| 2       | i.u. | Jack Smith       | Bishop Brothers     | Plymouth    | 13    | i.u. | 55         |
| 3       | 78   | Ewell Weddle     | Weddle Racing       | Lincoln     | i.u.  | i.u. | 0          |
| 4       | 92   | Herb Thomas      | Herb Thomas         | Plymouth    | 5     | i.u. | 0          |
| 5       | 44   | Gayle Warren     | Earl Blevins        | Plymouth    | 14    | i.u. | 0          |
| 6       | 52   | Weldon Adams     | Weldon Adams        | Plymouth    | 16    | i.u. | 0          |
| 7       | i.u. | Jimmy Thompson   | Leland Colvin       | Plymouth    | 15    | i.u. | 0          |
| 8       | i.u. | Jerry Wimbish    | Jerry Wimbish       | Oldsmobile  | 6     | i.u. | 0          |
| 9       | 7    | Bob Flock        | Frank Christian     | Oldsmobile  | 7     | i.u. | 0          |
| 10      | 94   | Herbert Burns    | i.u.                | Lincoln     | i.u.  | i.u. | 0          |
| 11      | 2    | Bill Blair       | Rice Racing         | Oldsmobile  | i.u.  | i.u. | 0          |
| 12      | 21   | Harold Kite      | Harold Kite         | Mercury     | i.u.  | i.u. | 0          |
| 13      | 12   | Billy Carden     | Bishop Brothers     | Oldsmobile  | 8     | i.u. | 0          |
| 14      | 87   | Buck Baker       | Bob Griffin         | Oldsmobile  | 9     | i.u. | 0          |
| 15      | 38   | Clyde Minter     | Clyde Minter        | Buick       | 10    | i.u. | 0          |
| 16      | 82   | Fireball Roberts | Rice Racing         | Oldsmobile  | 1     | i.u. | 0          |
| 17      | 15   | Paul Parks       | i.u.                | Plymouth    | i.u.  | i.u. | 0          |
| 18      | 47   | Fonty Flock      | Frank Christian     | Oldsmobile  | 3     | i.u. | 104        |
| 19      | 22   | Red Byron        | Raymond Parks       | Cadillac    | 2     | i.u. | 33         |
| 20      | 37   | Slick Smith      | Nash Motor Co       | Nash        | 17    | i.u. | 0          |
| 21      | i.u. | Dick Shuebruk    | i.u.                | Lincoln     | i.u.  | i.u. | 0          |
| 22      | 41   | Curtis Turner    | John Eanes          | Oldsmobile  | 4     | i.u. | 0          |
| 23      | 58   | Jim V. Cook      | i.u.                | Mercury     | i.u.  | i.u. | 0          |
| 24      | 75   | Tim Flock        | Frank Christian     | Oldsmobile  | 12    | i.u. | 0          |
| 25      | i.u. | Jack Carr        | i.u.                | Oldsmobile  | i.u.  | i.u. | 0          |
| 26      | 14   | Tex Keene        | Tex Keene           | Plymouth    | 18    | i.u. | 0          |
| Källor: |      |                  |                     |             |       |      |            |